# Yves Picot
Pour les articles homonymes, voir Picot.
Yves Picot , né le 17 mars 1862 à Brest (Finistère) et mort le 19 avril 1938 à La Valette-du-Var (Var), est un colonel d'infanterie et un homme politique français.
Il est engagé volontaire en 1881 puis entre à Saint-Cyr, promotion des Pavillons noirs (1882-1884). Colonel pendant la Première Guerre mondiale, il mène une carrière politique marquée par le soutien aux gueules cassées, les vétérans mutilés.

## Biographie
«Le Colonel PICOT et les Gueules Cassées." Yves Picot, au nom de la République, nous vous faisons grand officier de la Légion d'honneur ". C'est en ces termes qu'à Moussy-le-Vieux (77), le président de la République, Albert Lebrun, rendait hommage, le 27 juillet 1933, à celui qu'on appelait le " Père des Gueules Cassées ", et qui devait laisser son nom à une œuvre admirable. 
Yves Émile Picot est né à Brest, place de la Tour-d'Auvergne, le 17 mars 1862. Il fut un homme au grand cœur, courageux, volontaire plein de fougue et de gentillesse. Durant la Première Guerre mondiale, le colonel et ses hommes ne font qu'un, et c'est toute la force de son régiment dont on commence en haut lieu à connaître la valeur. Si le moral tient parmi les soldats et malgré les torrents d'obus dans la forêt de Verdun en 1916, c'est que le colonel leur communique son optimisme et sa joie de vivre malgré les pressions et les ordres qui émanent de ses supérieurs qu'il juge imbéciles, " ceux qui se battent sont de braves gens qui ne s'amusent pas ; ils meurent pour la France " ; cette réflexion était la réponse faite à un général des armées qui appelait " amusant " le secteur où l'on se bat. Son dévouement est exemplaire, il ne cesse de demander des permissions pour ses soldats dont le moral est assiégé par la fatigue. Face au refus de ses supérieurs, il organise des soirées théâtrales et musicales fort joyeuses dans son propre PC. L'esprit d'initiative du colonel se trouve toujours en contradiction avec les ordres du général, " qu'importe les rebuffades et l'égoïsme. C'est pour les braves gens et pour la France que je travaille ". Picot à la tête de son régiment, est sorti sous les bombes dans la plaine de Corbery, et ce qui devait arriver arriva. Un sifflement, un éclatement d'obus, et le colonel projeté à terre porte instinctivement ses mains au visage. Il les retire pleines de sang, mais il ne peut les voir, car il est aveuglé. Un liquide chaud coule sur sa face, il est blessé. L'œil gauche est crevé, une partie du front et la base du nez sont arrachées. C'était le 15 janvier 1917. Le colonel est transporté au Val-de-Grâce où l'on soigne à l'époque les baveux et fait la connaissance de Bienaimé Jourdain et d'Albert Jugon. Ils devaient fonder l'association des Gueules Cassées. Picot fut le premier président de l'association et il représenta les Français en ce qui concerne la question sur la dette de la France envers les États-Unis avec pour fonction : sous-secrétaire d'État à la Défense. Il est bon de savoir que l'association des Gueules Cassées est l'inventeur de l'actuel Loto Français qui était la Loterie Nationale et le fondateur de la Française des jeux, permettant aux brisées de la face d'avoir les moyens financiers de survivre, de payer les soins et les recherches médicales mais surtout de redonner le sourire aux blessés (Sourire quand même). La Française des jeux Yann Planque »

## Première Guerre mondiale
À la déclaration de guerre, il est chef de bataillon au 57e régiment d'infanterie, à Libourne. Il participe à la bataille de la Marne en septembre 1914 et est cité à l'ordre du Corps d'armée.
Citation à l'ordre du 18e Corps d'Armée :
« Le commandant Picot, du 57e régiment d'infanterie, a conduit son bataillon à l'attaque du village de Corbény, le 13 septembre 1914, avec une décision et un sens tactique remarquable. A réussi, grâce à ses habiles dispositions et à la vigueur de son attaque, à enlever le village presque sans perte. »
Le 24 septembre, il est mis à la tête du 249e régiment d'infanterie en tant que lieutenant-colonel.
Il est ensuite présent au Chemin des Dames, et à Verdun. En 1916, il est officier de la Légion d'honneur pour faits de guerre.
Il est ensuite présent en Argonne et dans la Somme où il est grièvement blessé à la figure, à Belloy-en-Santerre, le 15 janvier 1917. Il sera évacué au Val-de-Grâce.
Citation à l'ordre de la 10e Armée, le 20 janvier 1917 :
« Chef de corps plein de bravoure, de vigueur et d'entrain, se dépensant sans compter. A été grièvement blessé par un éclat d'obus au visage, lui arrachant un œil, au cours d'une des nombreuses reconnaissances qu'il avait dû faire, pour étudier et arrêter les détails de l'organisation de son secteur, dont il venait de prendre le commandement. »
Nommé colonel, il est promu au grade de commandeur de la Légion d'honneur.

## Carrière politique
Il est sous-secrétaire d'État à la Guerre du 23 juin 1926 au 18 juillet 1926 dans le dixième gouvernement d'Aristide Briand. Il est député de la Gironde de 1919 à 1932.
En 1933, il est élevé à la dignité de grand officier de la Légion d'honneur.

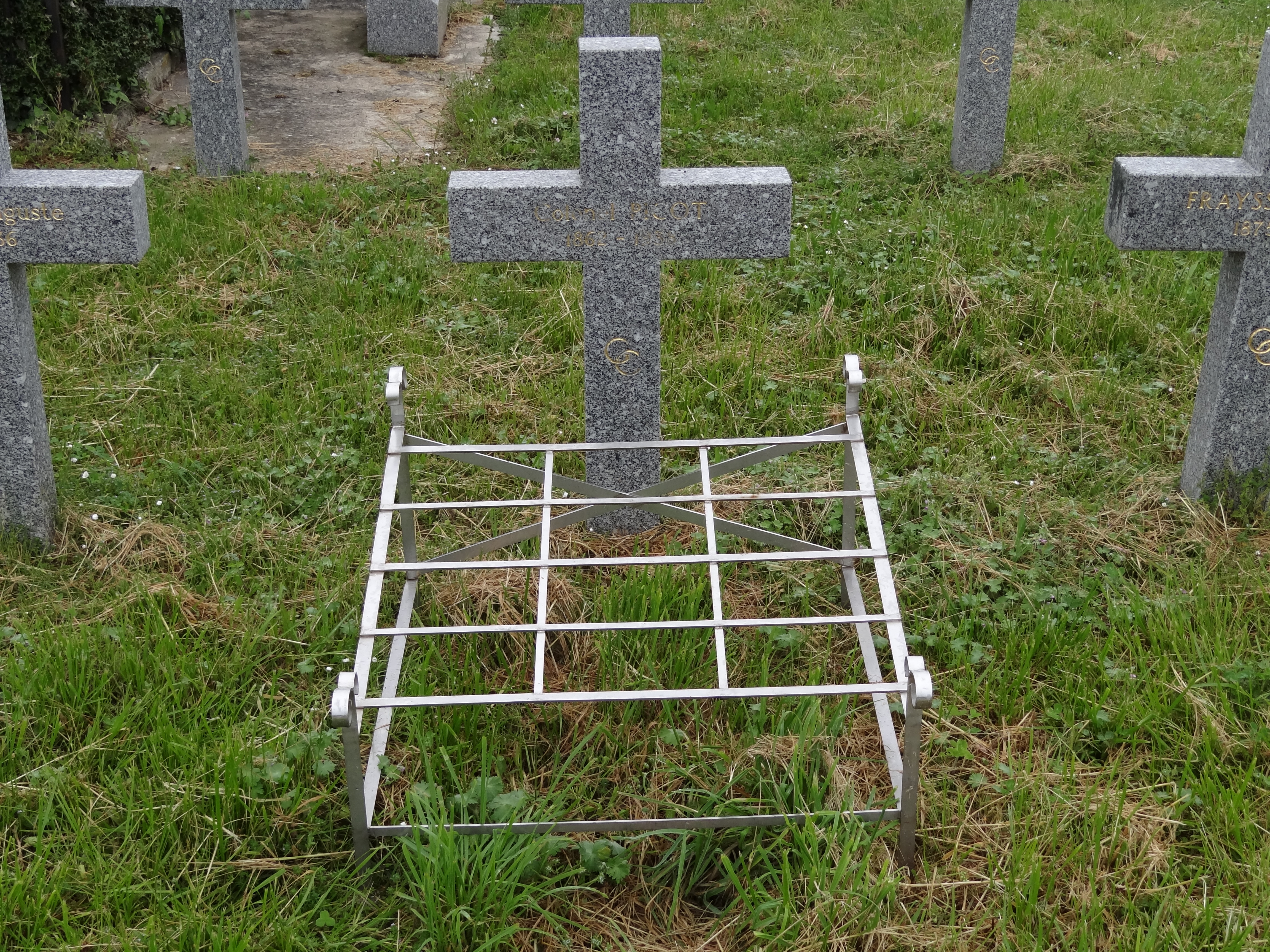
La tombe d'Yves Picot au cimetière de Moussy-le-Vieux (Seine-et-Marne).

On lui attribue la paternité de l'expression « gueules cassées », désignant les mutilés de la Première Guerre mondiale.

## Distinctions
- Grand officier de la Légion d'honneur (1933)